# 贡法龙
贡法龙（法語：Gonfaron，法語發音：[ɡɔ̃faʁɔ̃]）是法国普罗旺斯-阿尔卑斯-蓝色海岸大区瓦尔省的一个市镇，位于该省中南部，属于布里尼奥勒区。

## 地理
贡法龙（43°19'14"N, 6°17'21"E）面积40.42 平方千米，位于法国普罗旺斯-阿尔卑斯-蓝色海岸大区瓦尔省，该省份为法国东南部沿海省份，北起上普罗旺斯阿尔卑斯省，西北角与沃克吕兹省接壤，西接罗讷河口省，南濒地中海，东临滨海阿尔卑斯省。
与贡法龙接壤的市镇（或旧市镇、城区）包括：科洛布里耶尔、伊索勒河畔弗拉桑、勒吕克、莱马永、皮尼昂。

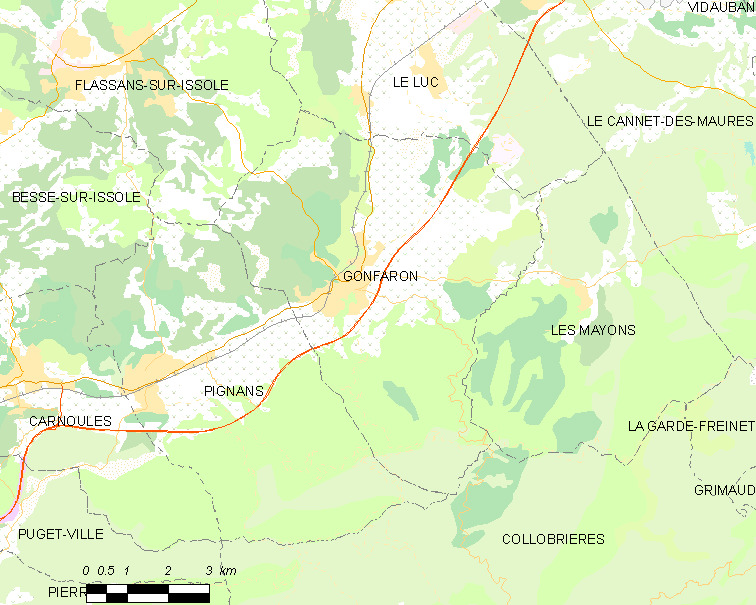
贡法龙的OSM定位图

贡法龙的时区为UTC+01:00、UTC+02:00（夏令时）。

## 行政
贡法龙的邮政编码为83590，INSEE市镇编码为83067。

## 政治
贡法龙所属的省级选区为勒吕克县。

## 人口

1962-2008年间贡法龙人口变化图示

贡法龙于2022年1月1日时的人口数量为4349人。